# باردو

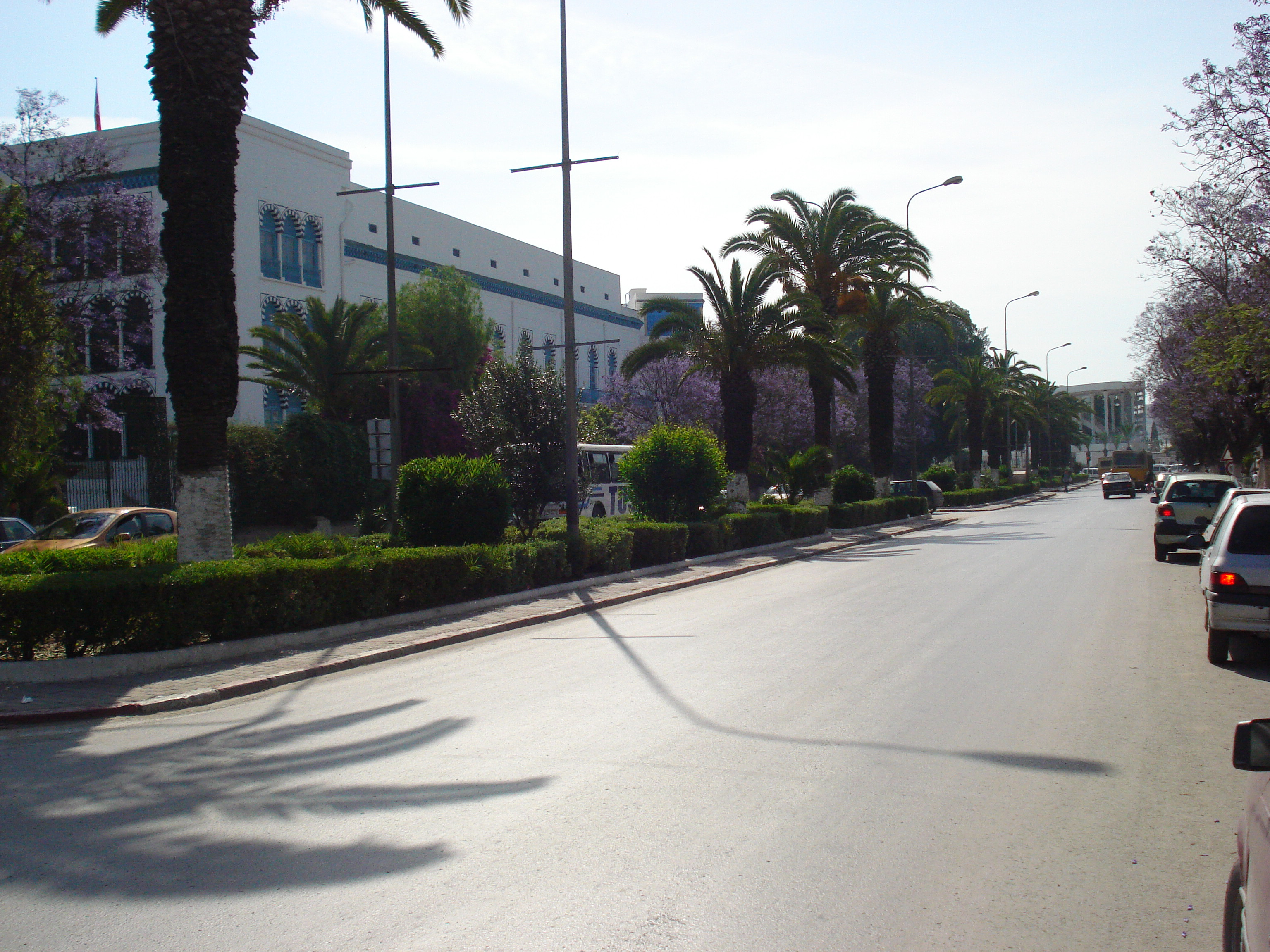
باردو

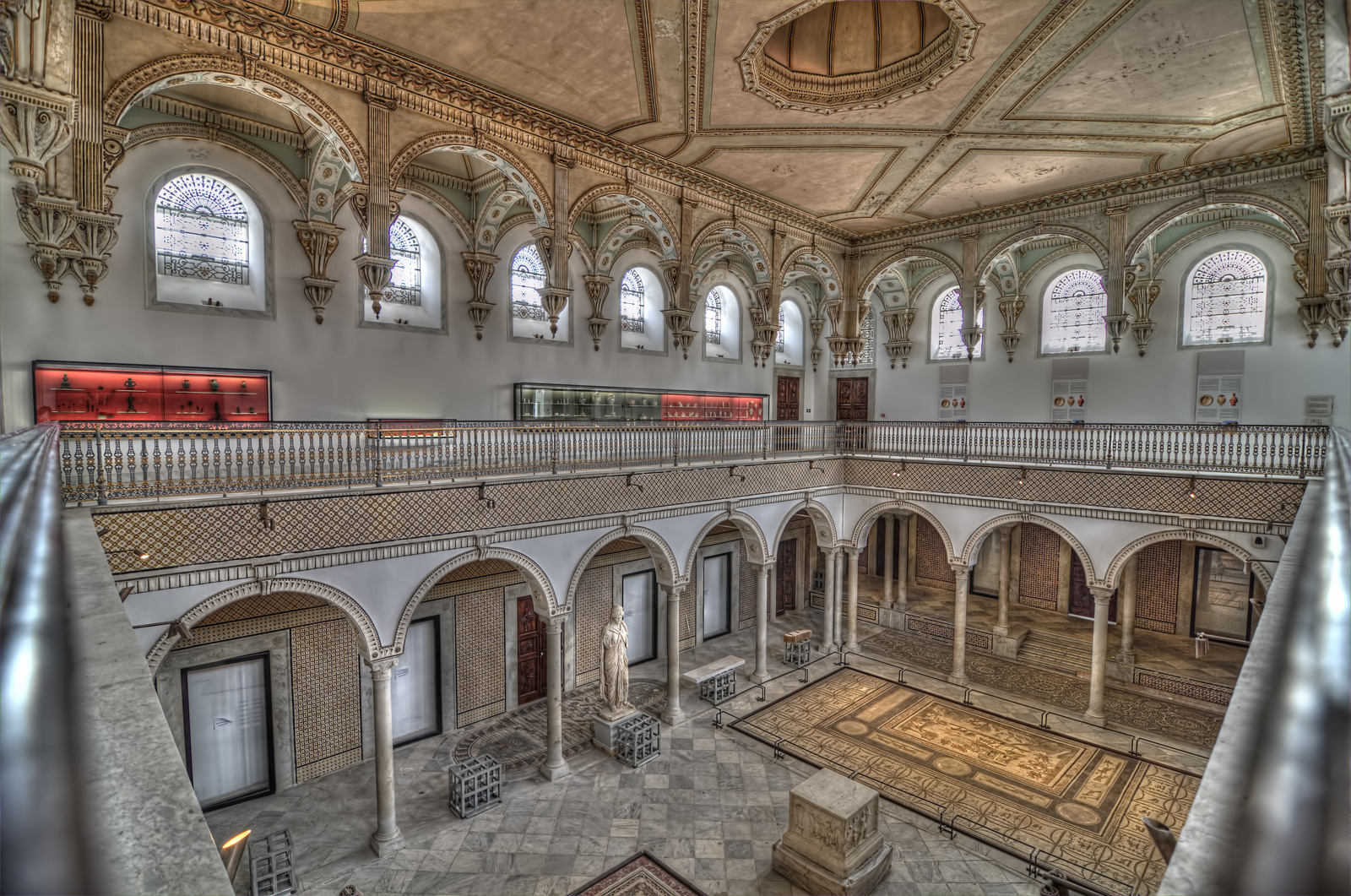
صالة بالمتحف الوطني بباردو.

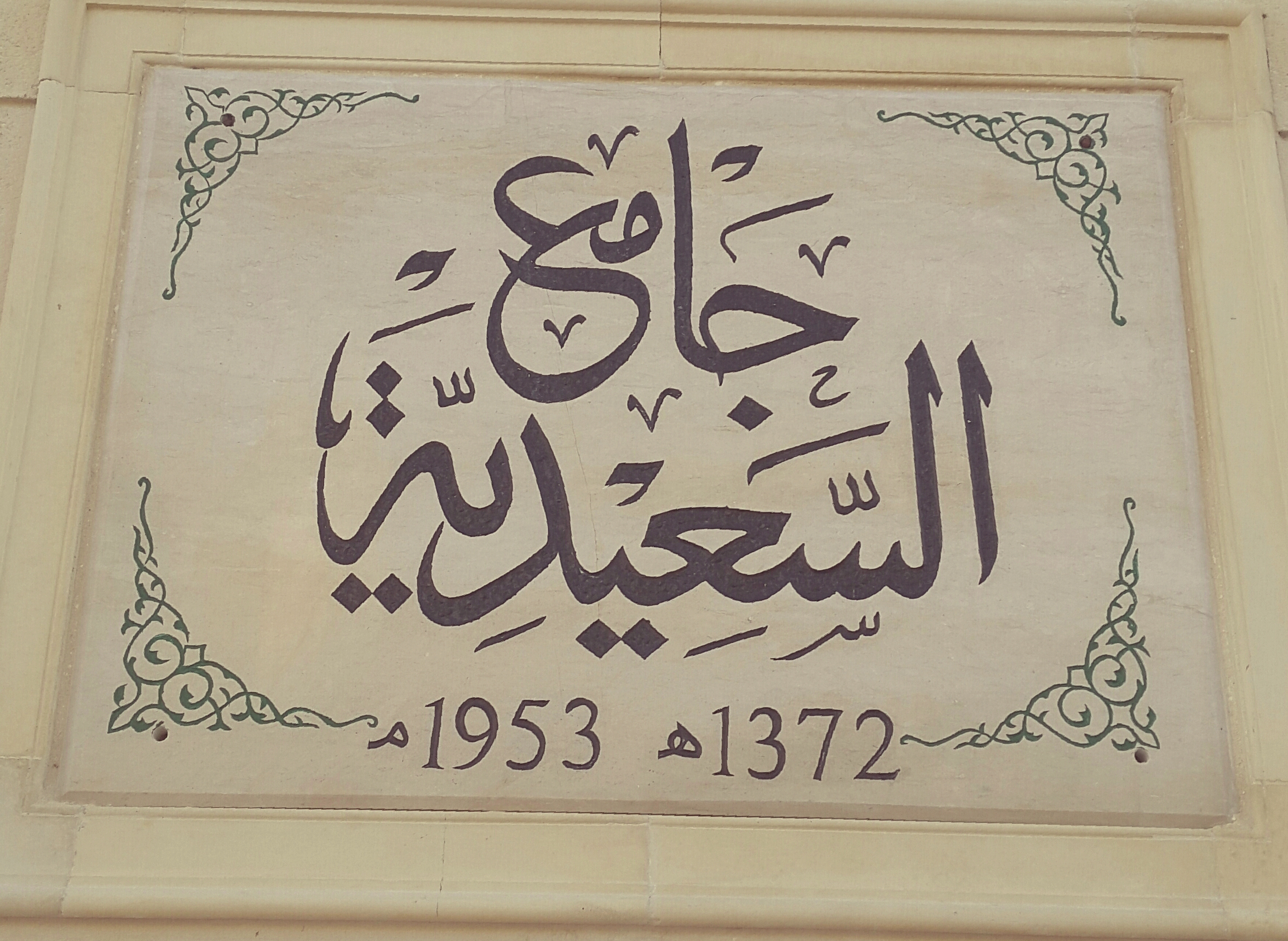
لافتة جامع السعيدية

باردو مدينة تقع على بعد 4 كم من العاصمة التونسية وتنتمي إداريا إلى ولاية تونس. يبلغ عدد سكان منطقة البلدية حوالي 71921. وباردو هي مقر مجلس نواب الشعب.
يضم السكن البايلي القديم الذي تأسس في القرن الخامس عشر الآن مقر البرلمان التونسي بالإضافة إلى متحف باردو الوطني المصنف كأكبر معلم يحوي على فسيفياء عالميا.
ب

## جغرافية
يحد إقليم مدينة باردو من الشمال التحرير والعمران ومن الشرق باب السويقة ومن الجنوب الزهور وسيدي حسين والحرارية ومن الغرب ولاية منوبة

## توأمة
لباردو اتفاقيات توأمة مع:
- روي-مالميزون (1991 - )[6]

## أعلام
- مراد باي الثاني
- سليم الجزيري
- محمد باي بن حسين
- محمد العربي زروق خزندار
- علي باي الأول
- مصطفى صاحب الطابع
- أنيس بوسعيدي
- محمد الصادق باي
- نجيب الإمام
- محمد الحبيب باي